# Юний гітлерівець Квекс
«Юний гітлерівець Квекс» ( нім. Hitlerjunge Quex, підзаголовок: «Фільм про жертовний дух німецької молоді» ( нім. Ein Film vom Opfergeist der deutschen Jugend)) — один із перших пропагандистських художніх фільмів Третього рейху, знятий за романом Карла Алоїса Шенцінгера режисером Хансом Штайнхоффом та оператором Костянтином Четом.
Прем'єра фільму, в основу якого покладено історію Герберта Норкуса, відбулася 11 вересня 1933 року. У фільмі вперше прозвучав гімн гітлерюгенда, слова якого написав Бальдур фон Ширах . Головну роль Хайні Фелькера виконав Юрген Ольсен.
Після Другої світової війни фільм був заборонений. Сьогодні його показ у Німеччині можливий лише з дозволу Фонду Фрідріха Вільгельма Мурнау з навчально-просвітницькою метою з обов'язковим вступним словом кінознавця чи історика.

## Сюжет
Дія фільму відбувається до 1933 року, тобто до приходу Адольфа Гітлера до влади. У Німеччині триває напружена політична боротьба між комуністами та націонал-соціалістами. Гайні Фолькер, підліток, працює учнем у друкарні. Його батько — безробітний комуніст, який зловживає алкоголем, тиранить дружину і хоче записати свого сина до комуністичної партії. Але сам Гайні симпатизує гітлерюгенду і навіть намагається допомагати його членам у боротьбі проти ворогів: саме завдяки йому запобігли підготовці диверсії. Між батьком та сином виникає конфлікт. Не бачачи виходу з ситуації, що склалася, фрау Фолькер у відчаї вирішується на непоправне…
…Гайні прокинувся на лікарняному ліжку: вночі, поки він спав удома, його мати відкрила газову конфорку та загинула, а сам він отримав важке отруєння. Відсутній тоді вдома батько приходить відвідати сина у лікарні. Туди ж із тією ж метою приходить молодий командир гітлерюгенда — банфюрер Касс. Діалог із ним змушує гера Фолькера переглянути свої комуністичні переконання.
Гайні після одужання вступає у гітлер'югенд. Там за швидкість виконання доручень він отримує прізвисько «Квекс» (скорочення від «Quecksilber», що означає «ртуть» — тобто рідкий метал, який тече швидше, ніж вода).
Комуністи не залишають спроб переманити Гайні на свій бік, але вони залишаються безуспішними.
Незабаром очікуються чергові вибори до рейхстагу. Комуністи з метою отримати перевагу у передвиборчій агітації проводять успішну акцію зі знищення тиражу нацистських листівок. Дізнавшись про це, Гайні, використовуючи свій доступ до друкарні, вночі друкує весь тираж наново і потім сам бере участь у розповсюдженні листівок. Комуністи не можуть йому пробачити, вистежують і вбивають його. Помираючи на руках своїх товаришів, він вимовляє слова з гімну гітлер'югенда: Так, прапор (означає) більше, ніж смерть».

## В ролях
- Юрген Ольсен — Гайні Фолькер, підліток, що працює в друкарні, який потім вступає в гітлер'югенд
- Генріх Георге — батько Гайні, безробітний комуніст, який наприкінці фільму приймає націонал-соціалістичний світогляд
- Берта Древс — мати Фелькера
- Ротраут Ріхтер — Герда, молода комуністка
- Рейнхольд Бернт — зазивала на ярмарку
- Клаус Клаузен — баннфюрер Касс

## Цікаві факти
У титрах фільму не вказано ім'я виконавця головної ролі: натомість написано, що в ролі Гайні Фолькера знявся «один гітлер'югендівець». Аналогічно не вказані імена ще двох акторів, що виконали ролі другорядних персонажів (Уллі та Франца Доріца).

## Аналіз
«Юний гітлерівець Квекс» — один із перших нацистських пропагандистських фільмів у німецькому кінематографі. Німецький соціолог З. Кракауер включив його до групи фільмів догітлерівського періоду, які стали віддушиною для авторитарних настроїв і в яких прославлялася окрема особистість — бунтівник, герой війни, всемогутній вождь. Комуністи у фільмі зображені як розпусники, які влаштовують оргії з повіями, але водночас і як небезпечні, підступні та добре організовані супротивники, яких не можна недооцінювати.
Британський історик К. Келлі та російський філолог А. Єлісеєва побачили подібність сюжету повісті та фільму про Квекса із сюжетом про Павлика Морозова. Обидва сюжети, з погляду дослідниць, відображають культ дитячого мучеництва, властивий як нацистській, так і комуністичній пропаганді. Єлісєєва зазначила, що у біографії Квекса можна виявити риси житія християнського мученика, а кадри фільму, що показують загибель головного героя, нагадують іконографію П'єти.